# Église Saint-Pierre de Lanouée
Pour les articles homonymes, voir Église Saint-Pierre.
L'église Saint-Pierre est une église catholique située à Lanouée, en France.

## Localisation
L'église est située dans le département français du Morbihan, sur la commune de Lanouée.

## Historique
L'édifice est inscrit au titre des monuments historiques par arrêté du 1er avril 1963.
Si l'édifice à l'origine roman garde quelques vestiges du XIIIe siècle, il a été très largement reconstruit au XVIIIe siècle et remanié au siècle suivant.

## Décor et mobilier
L'église contient trois objets recensés dans la base Palissy des biens mobiliers protégés :
- le maître-autel, un retable et un tabernacle datant des XVIIe et XVIIIe siècles, classés en 1974[2] ;
- une croix reliquaire remonte au XVIIIe siècle, protégée depuis 1963[3] ;
- une main reliquaire du XVIe siècle, classée depuis 1963[4].